# Трогенербан
Трогенербан (нем. Trogenerbahn) — однопутная трамвайная дорога в Швейцарии, кантон Санкт-Галлен, соединяющая города Санкт-Галлен, Шпайхер и Троген. Начала работу 10 июля 1903 года. Имеет 13 станций, общая протяженность дороги — 9,85 км.
1 июля 2006 года вошла в состав компании Аппенцеллер Банен (нем. Appenzeller Bahnen) и отныне существует под этим названием.